# Bukowa Góra (Sulęczyno)
Bukowa Góra is een plaats in het Poolse district  Kartuski, woiwodschap Pommeren. De plaats maakt deel uit van de gemeente Sulęczyno en telt 109 inwoners.